# 无齿镰羽贯众
无齿镰羽贯众（学名：Cyrtomium balansae f. edentatum）为鳞毛蕨科贯众属镰羽贯众下的一个变型。

## 扩展阅读
- 維基物種上的相關：无齿镰羽贯众